# Caramanta

Localização de Caramanta, no departamento de Antioquia.

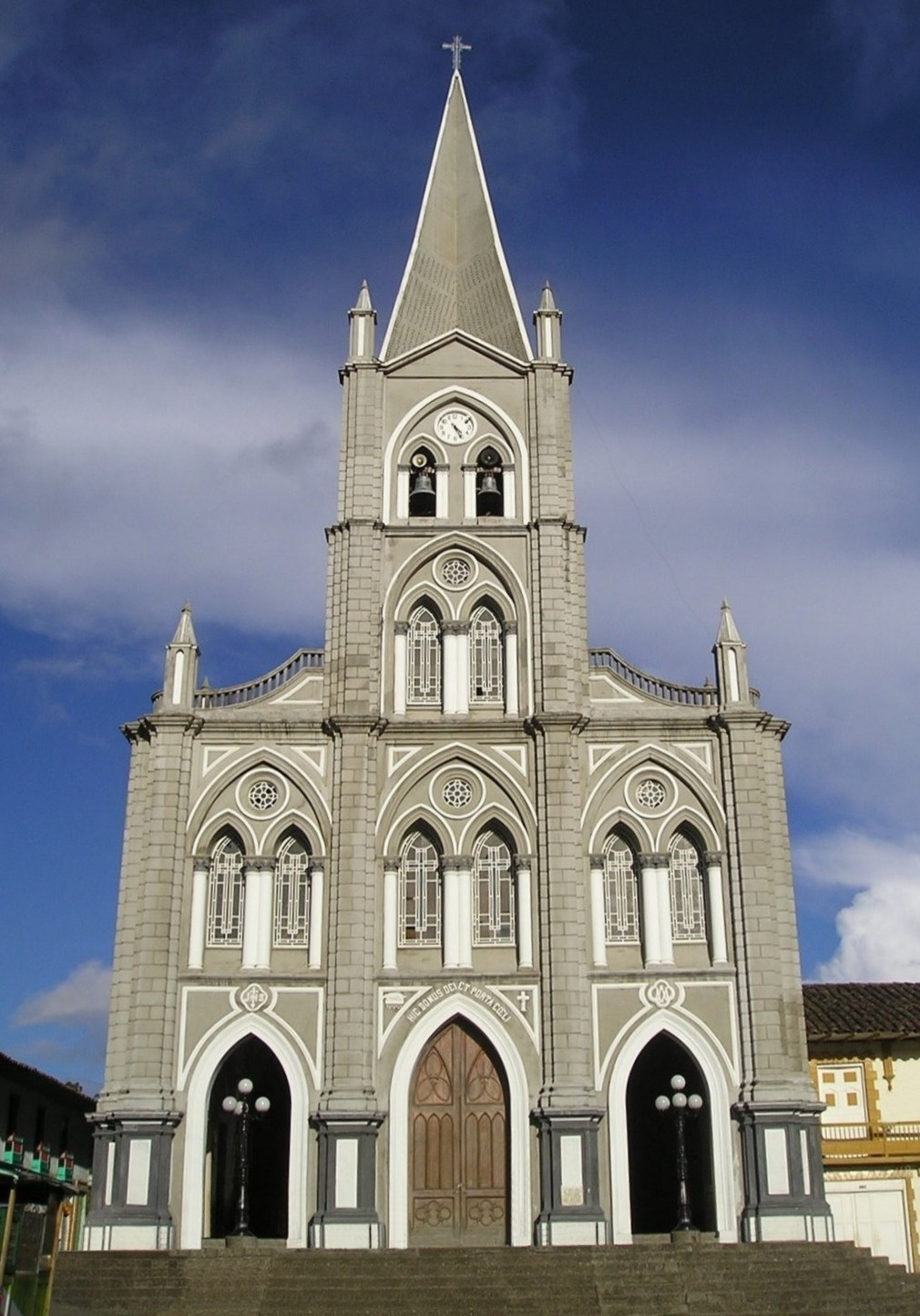
Igreja da Imaculada Conceição, em Caramanta.

Caramanta é uma cidade e município da Colômbia, no departamento de Antioquia. Dista 118 quilômetros de Medellín, capital do departamento. Possui uma área de 82 quilômetros quadrados e sua população, segundo o censo de 2002, é formada por 7771 habitantes.